# 羅應鶴
羅應鶴（1540年—1630年），字德鳴，號聞野，直隸徽州府歙縣人，民籍，明朝政治人物。

## 生平
隆慶元年（1567年）丁卯科應天府鄉試第三十五名舉人。隆慶五年（1571年）中式辛未科會試第三百三十三名，三甲第一百七十八名進士。通政司觀政，授景陵知县，萬曆元年（1573年）调繁黄冈知县，万历五年七月考选，授福建道试御史，六年三月实授，巡按陕西茶政，九年差巡按广东，十一年正月提督北直隶学政。十二年九月升大理寺右寺丞，十三年轉左寺丞，九月升右少卿，十五年正月改左少卿，二月升太仆寺卿，十六年二月升都察院右佥都御史、巡抚保定。以父艰去，屡荐不起。优游林下四十余年，年九十一卒。赠户部侍郎，祀乡贤。

## 家族
曾祖羅斯義；祖父羅良孫；父羅灌宗。嫡母汪氏；生母劉氏。具庆下。
兄應鳳。弟應鹍、應鵬（监生）、應鴻、應鸞、應凰。
弟罗应鸿，万历四年举人。子罗人望，天啓五年进士。曾孫羅蒼期，顺治己亥進士。